# RP9
RP9 (англ. RP9, pre-mRNA splicing factor) – білок, який кодується однойменним геном, розташованим у людей на короткому плечі 7-ї хромосоми. Довжина поліпептидного ланцюга білка становить 221 амінокислот, а молекулярна маса — 26 107.
| 10         |  | 20         |  | 30         |  | 40         |  | 50         |
| ---------- |  | ---------- |  | ---------- |  | ---------- |  | ---------- |
| MSSRPGREDV |  | GAAGARRPRE |  | PPEQELQRRR |  | EQKRRRHDAQ |  | QLQQLKHLES |
| FYEKPPPGLI |  | KEDETKPEDC |  | IPDVPGNEHA |  | REFLAHAPTK |  | GLWMPLGKEV |
| KVMQCWRCKR |  | YGHRTGDKEC |  | PFFIKGNQKL |  | EQFRVAHEDP |  | MYDIIRDNKR |
| HEKDVRIQQL |  | KQLLEDSTSD |  | EDRSSSSSSE |  | GKEKHKKKKK |  | KEKHKKRKKE |
| KKKKKKRKHK |  | SSKSNEGSDS |  | E          |  |            |  |            |

A: Аланін

C: Цистеїн

D: Аспарагінова кислота

E: Глутамінова кислота

F: Фенілаланін

G: Гліцин

H: Гістидин

I: Ізолейцин

K: Лізин

L: Лейцин

M: Метіонін

N: Аспарагін

P: Пролін

Q: Глутамін

R: Аргінін

S: Серин

T: Треонін

V: Валін

W: Триптофан

Кодований геном білок за функцією належить до фосфопротеїнів. 
Білок має сайт для зв'язування з іонами металів, іоном цинку. 
Локалізований у ядрі.